# Viola oligoceps
Viola oligoceps är en violväxtart som beskrevs av Chang. Viola oligoceps ingår i släktet violer, och familjen violväxter. Inga underarter finns listade i Catalogue of Life.